# Linda Benedek
Linda Benedek es una deportista húngara que compitió en piragüismo en las modalidades de aguas tranquilas y maratón. Ganó una medalla de bronce en el Campeonato Europeo de Piragüismo de 2004, en la prueba de K4 1000 m.
En la modalidad de maratón obtuvo una medalla de oro en el Campeonato Mundial de 2004, y una medalla de bronce en el Campeonato Europeo de 2003.

## Palmarés internacional

### Piragüismo en aguas tranquilas
| Campeonato Europeo | Campeonato Europeo | Campeonato Europeo | Campeonato Europeo |
| Año                | Lugar              | Medalla            | Competición        |
| ------------------ | ------------------ | ------------------ | ------------------ |
| 2004               | Poznań (Polonia)   | Medalla de bronce  | K4 1000 m          |

### Piragüismo en maratón
| Campeonato Mundial | Campeonato Mundial | Campeonato Mundial | Campeonato Mundial |
| Año                | Lugar              | Medalla            | Competición        |
| ------------------ | ------------------ | ------------------ | ------------------ |
| 2004               | Bergen (Noruega)   | Medalla de oro     | K2                 |
| Campeonato Europeo |                    |                    |                    |
| Año                | Lugar              | Medalla            | Competición        |
| 2003               | Gdansk (Polonia)   | Medalla de bronce  | K1                 |